# Takeo Shimotori
Takeo Shimotori (jap. 霜鳥武雄 Shimotori Takeo; ur. 2 października 1928) – japoński zapaśnik.

## Życiorys
W 1953 ukończył studia na Uniwersytecie Meiji.
W 1952 wystartował na igrzyskach olimpijskich, zajmując 6. miejsce w wadze lekkiej w stylu wolnym. W 1954 został złotym medalistą igrzysk azjatyckich w tej samej kategorii.
Pięciokrotny mistrz Japonii w wadze lekkiej w stylu wolnym w latach 1948–1952.